# Cantonul Pompey
Cantonul Pompey este un canton din arondismentul Nancy, departamentul Meurthe-et-Moselle, regiunea Lorena, Franța.

## Comune
| Comune         | Populație (1999) | Cod poștal | Cod INSEE |
| -------------- | ---------------- | ---------- | --------- |
| Champigneulles | 6 920            | 54250      | 54115     |
| Frouard        | 6 693            | 54390      | 54215     |
| Marbache       | 1 776            | 54820      | 54351     |
| Maxéville      | 9 561            | 54320      | 54357     |
| Pompey         | 4 993            | 54340      | 54430     |
| Saizerais      | 1 519            | 54380      | 54490     |